# Kevin Connor

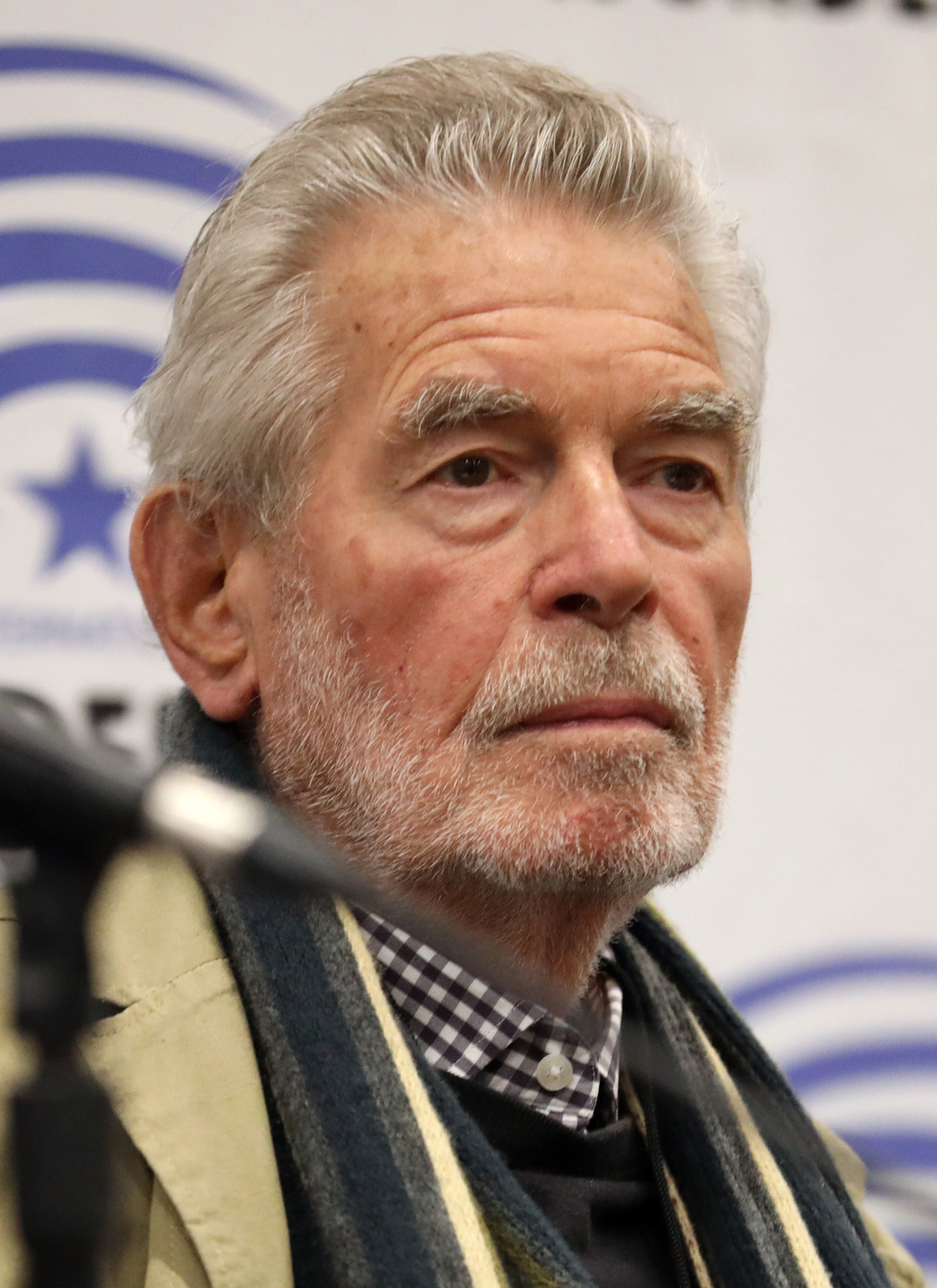
Kevin Connor, 2024

Kevin Connor (* 24. September 1937 in London) ist ein britischer Filmregisseur, der in den 1970er Jahren durch Edgar-Rice-Burroughs-Verfilmungen bekannt wurde.

## Leben
Kevin Connor wuchs während des Zweiten Weltkrieges in London auf. Nach der Schulzeit fand er Beschäftigung in der britischen Filmindustrie. In den 1960er Jahren war er für den Tonschnitt zuständig. In den 1970er Jahren bis in die 1980er Jahre hinein war er auch als Filmeditor tätig. Als solcher war Connor für seine Mitarbeiten an dem Film Oh! What a Lovely War 1970 für den BAFTA Award in der Kategorie Bester Schnitt nominiert.
Für die Amicus Productions stellte er 1974 seinen ersten Film als Regisseur her. Als die Filmgesellschaft den Betrieb einstellte, ging er in die USA. Seitdem arbeitet er dort fürs Fernsehen.
Kevin Connor ist verheiratet und hat ein Kind.

## Filmografie (Auswahl)

### Editor
- 1969: Oh! What a Lovely War
- 1969: Magic Christian (The Magic Christian)
- 1970: Bloomfield

### Regie
- 1974: Die Tür ins Jenseits (From Beyond the Grave)
- 1975: Caprona – Das vergessene Land (The Land That Time Forgot)
- 1976: Selbstjustiz (Trial by Combat)
- 1976: Der sechste Kontinent (At the Earth’s Core)
- 1976: Mondbasis Alpha 1 (2 Folgen)
- 1977: Caprona – 2. Teil (The People That Time Forgot)
- 1978: Tauchfahrt des Schreckens (Warlords of Atlantis)
- 1979: Im Banne des Kalifen (Arabian Adventure)
- 1980: Hotel zur Hölle (Motel Hell)
- 1981: Goliath – Sensation nach 40 Jahren (Goliath Awaits) (Fernsehfilm)
- 1982: Das Haus der Verdammten (The House Where Evil Dwells)
- 1982–1983: Hart aber herzlich (Fernsehserie, 7 Folgen)
- 1983–1984: Remington Steele (Fernsehserie, 2 Folgen)
- 1985: Das Model und der Schnüffler (Fernsehserie, 1 Folge)
- 1985: Hotel (Fernsehserie, 1 Folge)
- 1986: Fackeln im Sturm (North and South II) (TV-Miniserie, 2. Staffel)
- 1987: Eine Pfeife in Amerika (The Return of Sherlock Holmes)
- 1988: Durch die Hölle Afrikas (The Lion of Africa) (Fernsehfilm)
- 1988: Footballstar um jeden Preis (What Price Victory)
- 1991: Das Geheimnis des schwarzen Dschungels (I misteri della giungla nera)
- 1993: Organiac
- 1993: Diana: Her True Story (Fernsehfilm)
- 1993: Jack Reed: Unter Mordverdacht (Jack Reed: Badge of Honor) (Fernsehfilm)
- 1994: Schatten des Verfolgers (Shadow of Obsession) (Fernsehfilm)
- 1995: Hart aber herzlich – Geheimnisse des Herzens (Hart to Hart: Secrets of the Hart) (Fernsehfilm)
- 1995: Liz Taylor Story (Fernsehfilm)
- 1996: Die kleinen Reiter (The Little Riders)
- 2000: Am Anfang (In the Beginning) (Fernsehfilm)
- 2002: Santa Jr. (Fernsehfilm)
- 2004: A Boyfriend for Christmas
- 2004: Liebe zum Dessert (Just Desserts) (Fernsehfilm)
- 2004: Die Kreatur – Gehasst und gejagt (Frankenstein) (TV-Miniserie)
- 2006: Piraten der Karibik (Blackbeard) (Fernsehfilm)
- 2013: Ein Erbe voller Überraschungen (The Thanksgiving House) (Fernsehfilm)
- 2014: Hotel mit Herz (Sweet Surrender) (Fernsehfilm)
- 2014: Looking for Mr. Right (Fernsehfilm)